# Distretto di Razdol'noe
Il distretto di Razdol'noe (in russo Раздольненский район?, Razdol'nenskij rajon; in ucraino Роздольненський район?; in tataro: Aqşeyh rayonı) è un rajon appartenente de jure alla Repubblica Autonoma di Crimea e de facto alla Repubblica di Crimea, con 34.302 abitanti al 2013. Il capoluogo è l'omonima città di Razdol'noe.

## Geografia antropica
Il distretto è suddiviso in due insediamenti urbani e 10 insediamenti rurali con 39 villaggi.

### Insediamenti di tipo urbano
- Novoselivskoe
- Razdol'noe

## Popolazione
Ripartizione etnica, più che linguistica, degli abitanti del distretto, secondo i dati demografici del censimento del 2001:
| Nazionalità       | Numero locutori | Dato percentuale |
| Russi             | 15.289          | 41,1             |
| Ucraini           | 14.896          | 40,1             |
| Tartari di Crimea | 4.961           | 13,3             |
| Bielorussi        | 524             | 1,4              |
| Tatari            | 336             | 0,9              |
| Armeni            | 242             | 0,7              |
| Polacchi          | 138             | 0,4              |
| Usbechi           | 97              | 0,3              |
| Moldavi           | 90              | 0,2              |
| Azeri             | 82              | 0,2              |